# Unvaniezh Demokratel Breizh
Die Unvaniezh Demokratel Breizh [ynvɑ̃'ni:ɛs demo'kra:tɛl brejs] (bretonisch für Demokratische Union der Bretagne), französisch Union Démocratique Bretonne oder kurz UDB ist eine 1964 in Rennes (bretonisch Roazhon) gegründete, ursprünglich linksradikale und nationalistische Partei in der Bretagne.

## Entwicklung
Mittlerweile hat sie ihren Radikalismus abgelegt und arbeitet eher auf eine Autonomie der Bretagne in ihren historischen Grenzen, das heißt unter Einschluss des Départements Loire-Atlantique mitsamt der ehemaligen Hauptstadt Nantes (bretonisch Naoned), innerhalb Frankreichs hin. Zusammen mit ähnlich ausgerichteten Parteien aus Okzitanien, dem Baskenland, Savoyen, Elsass, Korsika und Nordkatalonien gründete sie 1994 den Zusammenschluss Régions et peuples solidaires (R&PS), der sich für regionale Autonomien einsetzt.

## Wahlen
Bei den bretonischen Regionalwahlen 2004 und 2010 trat die UDB zusammen mit Les Verts bzw. Europe Écologie-Les Verts an und erhielt 3 bzw. 4 Sitze im Regionalrat. Von 2004 bis 2010 war die UDB an der linken Regionalregierung unter Jean-Yves Le Drian (PS) beteiligt. Bei der Regionalwahl 2015 bildete die UDB eine gemeinsame Liste mit dem linken und regionalistischen Mouvement Bretagne et Progrès, die 5,6 Prozent der Stimmen, aber keinen Sitz im Regionalrat erhielt. Bei der Regionalwahl 2021 stellte die UDB unter der Bezeichnung Bretagne d'avenir – Dazont Breizh („Bretagne der Zukunft“) wieder eine gemeinsame Liste mit der grünen EELV auf, die zusammen 20,2 Prozent erhielt. Seitdem hat UDB wieder vier Sitze im Regionalrat.
Die Partei ist Mitglied der Europäischen Freien Allianz. Bei der Europawahl 2014 erhielt ihre Liste im Wahlkreis Westfrankreich (Bretagne, Pays de la Loire und Poitou-Charentes) 1,0 Prozent der Stimmen, zu wenig für einen Sitz im Europäischen Parlament. Bei der Europawahl 2019 trat sie im Rahmen der Régions et peuples solidaires an, die wiederum eine gemeinsame Liste mit EELV aufstellten, über die zwar ein korsischer, aber kein bretonischer Autonomist in das EU-Parlament einzog.